# Унгевиттер, Хуго
Хуго Унгевиттер (нем. Hugo Ungewitter; 13 февраля 1869, Виденбрюкк — 1944) — немецкий художник-баталист, представитель Россики.

## Биография

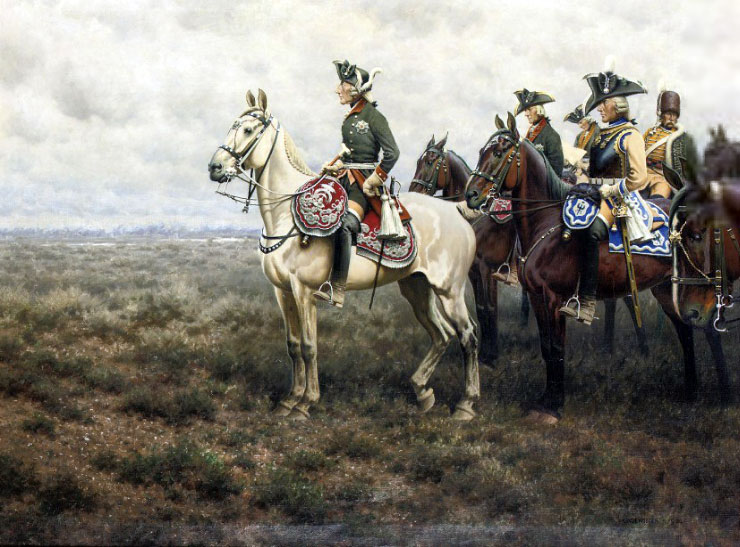
Король Фридрих II со штабом.

Родился в 1869 году в Виденбрюке, в 1876 году вместе с родителями переехал в Оснабрюк. С 1887 года учился в Академии художеств в Дюссельдорфе. После 1906 года жил в основном в Берлине, с 1913 года являлся профессором Берлинской академии художеств.
Унгевиттер был известен как художник-баталист и автор «охотничьих сцен». Он также создавал картины по мотивам своих путешествий которые были довольно многочисленны, а их направления варьировались от театра боевых действий Первой мировой войны в Бельгии (в 1918 году) до Абиссинии (в 1924). Помимо набросков для будущих картин, итогом путешествия по Абиссинии стал путевой очерк, который в дальнейшем был опубликован в одном из в немецких журналов (с иллюстрациями автора). Помимо этого, художник побывал в Южной Америке, а также в России (до 1914 года), причём картины на русские сюжеты занимают важное место в его творчестве.
Унгевиттер был строгим приверженцем реализма в живописи и никогда не поддавался на соблазн попробовать себя в рамках новых художественных течений. Скончался он в 1947 году, вскоре после окончания Второй мировой войны, в ходе которой были уничтожены или пропали многие из его произведений.

## Галерея

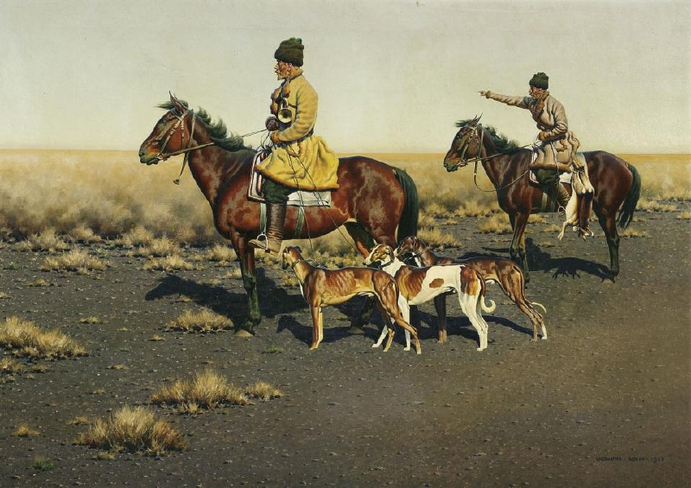
Охотники в России
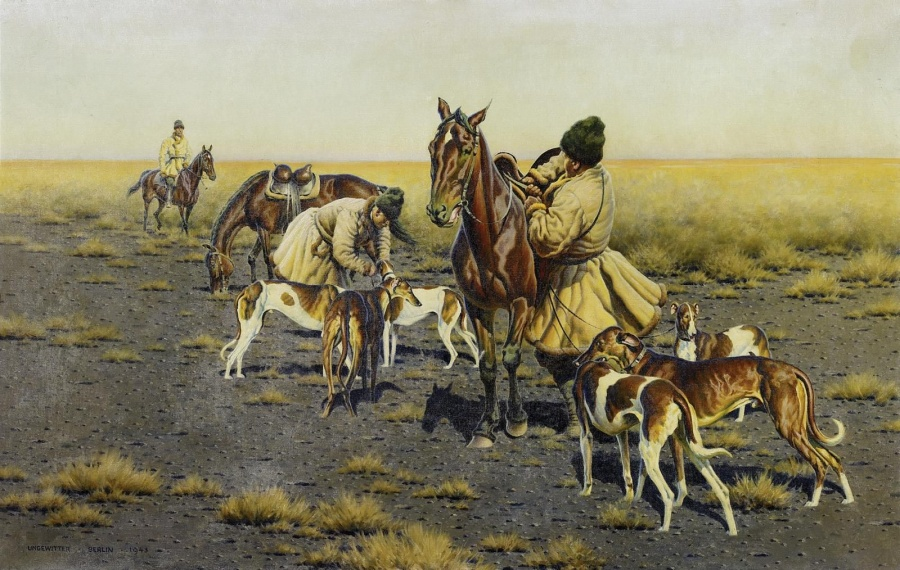
Охотники в России (другая версия).
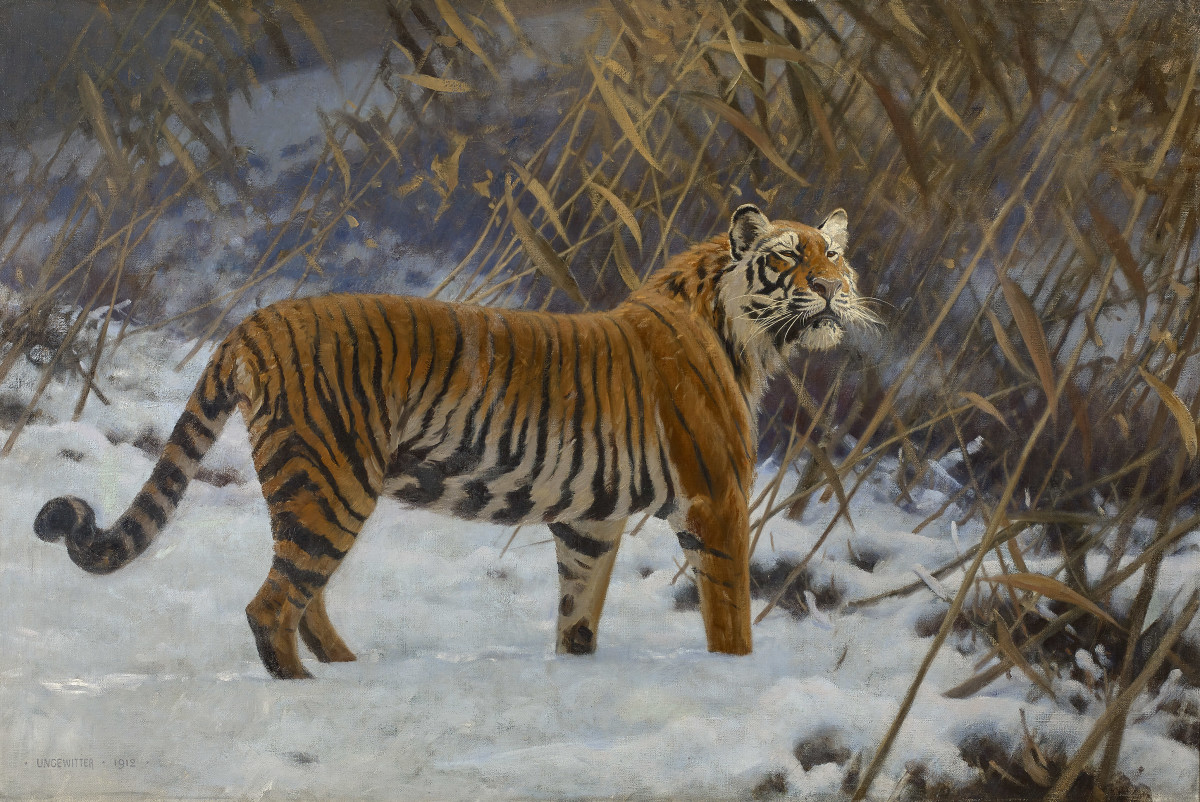
Уссурийский тигр.
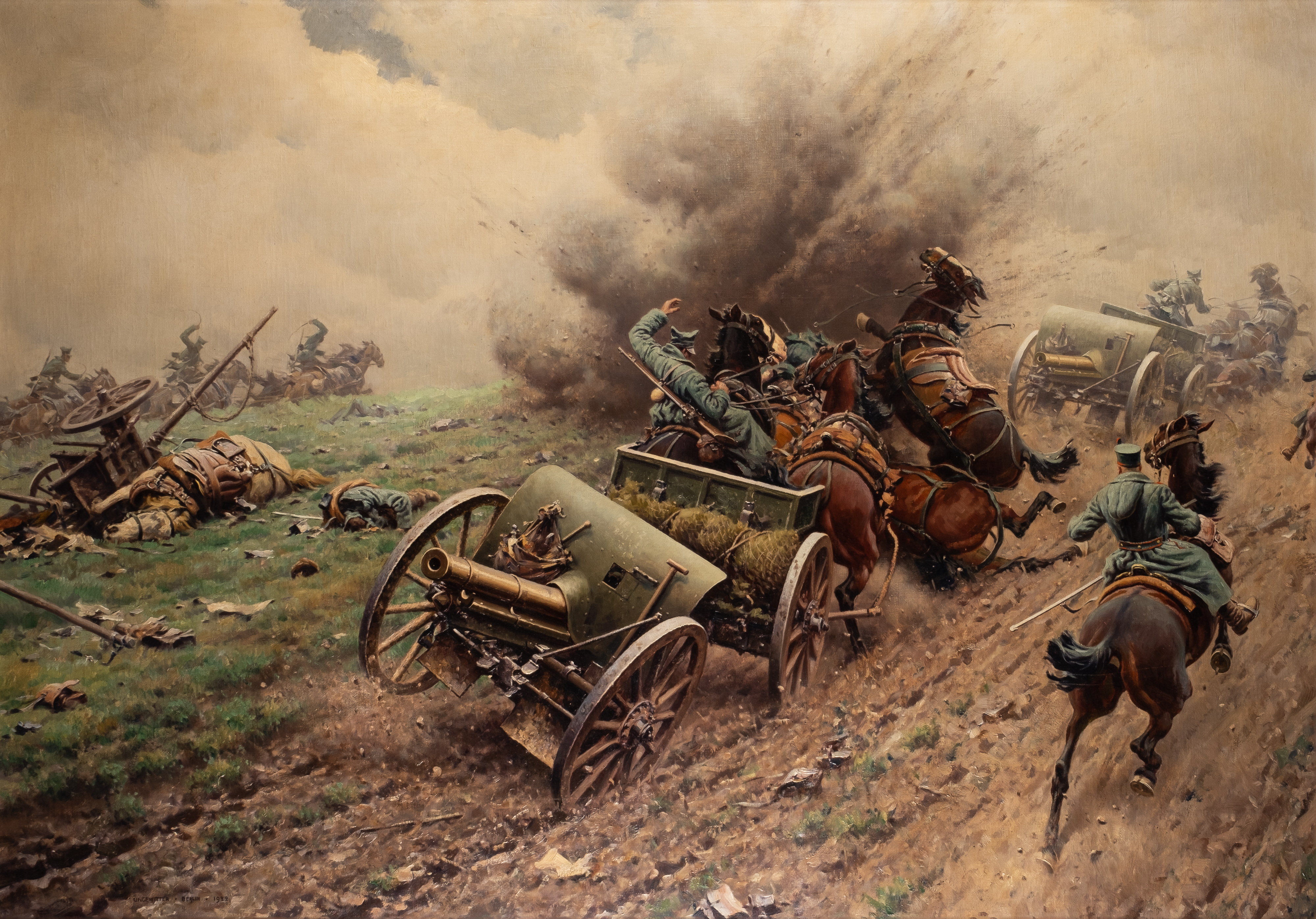
Эпизод Первой мировой войны.